# Ахмети, Дукан
Дукан Ахмети (хорв. Dukan Ahmeti; родился 26 октября 2007 года, Пула, Хорватия) — хорватский футболист, атакующий полузащитник клуба «Истра 1961».

## Клубная карьера
Воспитанник клуба «Ульяник Пула», откуда перешёл в академию «Истра 1961». Летом 2023 года подписал с клубом молодёжный контракт. Зимой 2024 года был переведён в основной состав. Тогда же, по сообщениям СМИ, игроком заинтересовались ряд заграничных клубов, в частности «Милан». Впервые в заявку попал 27 января на домашний матч против загребского «Динамо». Дебютировал 4 апреля в гостевой игре с «Риекой», заменив на 80-й минуте Славко Благоевича. На поле вышел в возрасте 16 лет, 10 месяцев и 19 дней, став самым молодым игроком Суперлиги в том сезоне, а также седьмым самым молодым игроком чемпионата за последние 20 лет. 25 апреля подписал свой первый профессиональный контракт до лета 2027 года.

## Карьера в сборной
За сборную до 17 лет дебютировал 3 ноября 2023 года в матче квалификации к Евро против сборной Косова, выйдя в стартовом составе и отдав передачу на гол Патрица Ковича. Первый гол забил 6 ноября в ворота сборной Фарерских островов. 17 мая попал в заявку сборной на турнир. На Евро дебютировал во втором матче группового этапа против сборной Дании (первый матч против сборной Австрии пропустил из-за перебора жёлтых карточек), выйдя в стартовом составе. Вместе с командой занял третье место в группе и не смог выйти в плей-офф.